# Edna W. Underwood
Edna Worthley Underwood (Phillips, 13 de enero de 1873 – Arkansas, 14 de junio de 1961) fue una escritora, poeta y traductora estadounidense.

## Biografía
Edna Worthley recibió su escasa formación durante la infancia cuando su familia se mudó a Kansas en 1884, y aun entonces asistía a clase esporádicamente. Worthley aprendió Latín y varias de las principales lenguas europeas por su cuenta.  Worthley comenzó a asistir a la Universidad de Garfield en Wichita, Kansas, pero posteriormente se trasladó a la Universidad de Míchigan en Ann Arbor, donde se graduó en 1892.
Cuando regresó a Kansas fue profesora en una escuela pública durante tres años antes de ser despedida por negarse a dejar de utilizar en clase, la revista británica The Yellow Book. Sus superiores consideraban estos libros "maliciosos" y de supuesta naturaleza pornográfica. 
Después de casarse con Earl Underwood en agosto de 1897, Edna se mudó a Kansas City y luego a Nueva York. No tardó en involucrarse en diferentes actividades literarias, como la composición de poesía, obras de teatro y guiones cinematográficos. Su primer libro publicado fue una traducción colaborativa de una obra de Nikolai Gogol en 1903.
El primer libro publicado donde aparece como autora fue la colección de cuentos, A Book of Dear Dead Women (1911); Este fue su único libro de cuentos junto con An Orchid of Asia. En 1919, publicó Letters from a Prairie Garden, una colección de las cartas que escribió a un artista famoso, que había visitado el Medio Oeste de los Estados Unidos y empezó a cartearse con ella. 
Underwood publicó un libro de poesía, The Garden of Desire (1913), pero luego se dedicó principalmente a las novelas históricas, que, en gran medida, están inspiradas en los idiomas que había aprendido, los numerosos viajes que había hecho, y su formación en historia. The Whirlwind (1918) está basada en Catalina II de Rusia, The Penitent (1922), se basó en Alejandro I y The Passion Flower (1924), trataba la época de Nicolás I y Alexander Pushkin. Sus novelas obtuvieron críticas positivas, pero a finales del 1920 Underwood se centró en traducir y escribir poesía. Underwood ya había publicado traducciones del ruso y de lenguas eslavas (Short Stories from the Balkans, 1919), así como traducciones del persa (Songs of Hafiz, 1917) y del japonés (Moons of Nippon, 1919). Más adelante, Underwood hizo varias traducciones del chino, incluyendo el poeta Du Fu del siglo XVIII. Estas traducciones se hicieron en colaboración con Chi-Hwang Chu. En los inicios de la década de 1930, Underwood empezó a traducir del español, incluyendo poetas mexicanos, haitianos y sudamericanos.
En 1940 Underwood parecía haber abandonado sus esfuerzos literarios.  En 1953 entró en un hospital psiquiátrico, aquejada de demencia. Underwood murió el 14 de junio de 1961.
Las obras de Underwood están compiladas en la biblioteca de la Universidad Estatal de Kansas.